# Liste des titres musicaux numéro un en Allemagne en 2024
Cette page liste les titres numéro un dans les meilleures ventes de disques en Allemagne pour l'année 2024 selon Media Control Charts.
Les classements sont issus des 100 meilleures ventes de singles et des 100 meilleures ventes d'albums. Ils se déroulent du vendredi au jeudi, et sont publiés le mardi par l'industrie musicale allemande.

## Classement des singles
| №  | Date         | Artiste                                                        | Titre                              | Référence |
| -- | ------------ | -------------------------------------------------------------- | ---------------------------------- | --------- |
| 1  | 5 janvier    | 6PM Records feat. Hurts, Luciano & Sira                        | Wonderful Life                     |           |
| 2  | 12 janvier   | Luciano                                                        | Time                               |           |
| 3  | 19 janvier   | Bennett                                                        | Vois sur ton chemin (Techno-Remix) |           |
| 4  | 26 janvier   | Bennett                                                        | Vois sur ton chemin (Techno-Remix) |           |
| 5  | 2 février    | Ski Aggu                                                       | Zornig                             |           |
| 6  | 9 février    | Twenty4tim                                                     | I Don't Care                       |           |
| 7  | 16 février   | Finch, Katja Krasavice & Luca-Dante Spadafora feat. Niklas Dee | One Night Stand                    |           |
| 8  | 23 février   | Ayliva                                                         | Lieb mich                          |           |
| 9  | 1er mars     | Benson Boone                                                   | Beautiful Things                   |           |
| 10 | 8 mars       | Benson Boone                                                   | Beautiful Things                   |           |
| 11 | 15 mars      | Benson Boone                                                   | Beautiful Things                   |           |
| 12 | 22 mars      | Benson Boone                                                   | Beautiful Things                   |           |
| 13 | 29 mars      | Benson Boone                                                   | Beautiful Things                   |           |
| 14 | 5 avril      | Artemas                                                        | I Like the Way You Kiss Me         |           |
| 15 | 12 avril     | Artemas                                                        | I Like the Way You Kiss Me         |           |
| 16 | 19 avril     | Artemas                                                        | I Like the Way You Kiss Me         |           |
| 17 | 26 avril     | Artemas                                                        | I Like the Way You Kiss Me         |           |
| 18 | 3 mai        | Ayliva feat. Apache 207                                        | Wunder                             |           |
| 19 | 10 mai       | Ayliva feat. Apache 207                                        | Wunder                             |           |
| 20 | 17 mai       | Ayliva feat. Apache 207                                        | Wunder                             |           |
| 21 | 24 mai       | Ayliva feat. Apache 207                                        | Wunder                             |           |
| 22 | 31 mai       | Pashanim (de)                                                  | Mittelmeer                         |           |
| 23 | 7 juin       | Pashanim (de)                                                  | Mittelmeer                         |           |
| 24 | 14 juin      | Ayliva feat. Apache 207                                        | Wunder                             |           |
| 25 | 21 juin      | Soho Bani (de) feat. Herbert Grönemeyer                        | Zeit, dass sich was dreht          |           |
| 26 | 28 juin      | Soho Bani (de) feat. Herbert Grönemeyer                        | Zeit, dass sich was dreht          |           |
| 27 | 5 juillet    | Soho Bani (de) feat. Herbert Grönemeyer                        | Zeit, dass sich was dreht          |           |
| 28 | 12 juillet   | Soho Bani (de) feat. Herbert Grönemeyer                        | Zeit, dass sich was dreht          |           |
| 29 | 19 juillet   | Ayliva feat. Apache 207                                        | Wunder                             |           |
| 30 | 26 juillet   | Ayliva feat. Apache 207                                        | Wunder                             |           |
| 31 | 2 août       | Shirin David                                                   | Bauch Beine Po                     |           |
| 32 | 9 août       | Shirin David                                                   | Bauch Beine Po                     |           |
| 33 | 16 août      | Shirin David                                                   | Bauch Beine Po                     |           |
| 34 | 23 août      | Shirin David                                                   | Bauch Beine Po                     |           |
| 35 | 30 août      | Shirin David                                                   | Bauch Beine Po                     |           |
| 36 | 6 septembre  | Shirin David                                                   | Bauch Beine Po                     |           |
| 37 | 13 septembre | Linkin Park                                                    | The Emptiness Machine              |           |
| 38 | 20 septembre | Linkin Park                                                    | The Emptiness Machine              |           |
| 39 | 27 septembre | Linkin Park                                                    | The Emptiness Machine              |           |
| 40 | 4 octobre    | Linkin Park                                                    | The Emptiness Machine              |           |
| 41 | 11 octobre   | Linkin Park                                                    | The Emptiness Machine              |           |

## Classement des albums
| №  | Date         | Artiste                          | Titre                                 | Référence |
| -- | ------------ | -------------------------------- | ------------------------------------- | --------- |
| 1  | 5 janvier    | Ikke Hüftgold (de)               | Nummer eins                           |           |
| 2  | 12 janvier   | OG Keemo (de)                    | Fieber                                |           |
| 3  | 19 janvier   | Jazeek (de)                      | Ninetynine                            |           |
| 4  | 26 janvier   | Fantasy                          | Phönix aus der Asche                  |           |
| 5  | 2 février    | Böhse Onkelz                     | 40 Jahre Onkelz – Live im Waldstadion |           |
| 6  | 9 février    | Giant Rooks (de)                 | How Have You Been?                    |           |
| 7  | 16 février   | Olli Schulz (de)                 | Vom Rand der Zeit                     |           |
| 8  | 23 février   | Kanye West & Ty Dolla Sign       | Vultures 1                            |           |
| 9  | 1er mars     | Luciano                          | Seductive                             |           |
| 10 | 8 mars       | Bruce Dickinson                  | The Mandrake Project (en)             |           |
| 11 | 15 mars      | Judas Priest                     | Invincible Shield                     |           |
| 12 | 22 mars      | AC/DC                            | Back in Black                         |           |
| 13 | 29 mars      | Alligatoah                       | Off                                   |           |
| 14 | 5 avril      | Beyoncé                          | Cowboy Carter                         |           |
| 15 | 12 avril     | Kettcar                          | Gute Laune ungerecht verteilt         |           |
| 16 | 19 avril     | Mark Knopfler                    | One Deep River                        |           |
| 17 | 26 avril     | Taylor Swift                     | The Tortured Poets Department         |           |
| 18 | 3 mai        | Niedeckens BAP                   | Zeitreise / Live im Sartory           |           |
| 19 | 10 mai       | Reinhard Mey                     | Nach Haus                             |           |
| 20 | 17 mai       | Taylor Swift                     | The Tortured Poets Department         |           |
| 21 | 24 mai       | Billie Eilish                    | Hit Me Hard and Soft                  |           |
| 22 | 31 mai       | Twenty One Pilots                | Clancy                                |           |
| 23 | 7 juin       | Roy Bianco & Die Abbrunzati Boys | Kult                                  |           |
| 24 | 14 juin      | Saltatio Mortis                  | Finsterwacht                          |           |
| 25 | 21 juin      | Pashanim (de)                    | 2000                                  |           |
| 26 | 28 juin      | K.I.Z                            | Görlitzer Park                        |           |
| 27 | 5 juillet    | Dardan & Azet                    | Eurosport                             |           |
| 28 | 12 juillet   | Kissin' Dynamite                 | Back with a Bang!                     |           |
| 29 | 19 juillet   | Taylor Swift                     | The Tortured Poets Department         |           |
| 30 | 26 juillet   | Deep Purple                      | =1                                    |           |
| 31 | 2 août       | Powerwolf                        | Wake Up the Wicked                    |           |
| 32 | 9 août       | Kollegah                         | Still King                            |           |
| 33 | 16 août      | Goitzsche Front (de)             | Jugend von gestern                    |           |
| 34 | 23 août      | Ayliva                           | In Liebe                              |           |
| 35 | 30 août      | Ayliva                           | In Liebe                              |           |
| 36 | 6 septembre  | Ski Aggu                         | Wilmersdorfs Kind                     |           |
| 37 | 13 septembre | David Gilmour                    | Luck and Strange                      |           |
| 38 | 20 septembre | 01099 (de)                       | Kinder der Nacht                      |           |
| 39 | 27 septembre | Die Amigos                       | Stimmen der Nacht                     |           |
| 40 | 4 octobre    | Weimar (de)                      | 1331                                  |           |
| 41 | 11 octobre   | Coldplay                         | Moon Music                            |           |